# Manoir de Rotileuc
Le manoir de Rotileuc est un édifice situé à Guer en France.

## Localisation
Le manoir est situé sur le territoire de la commune de Guer, au lieu-dit Rotileuc, dans le département du Morbihan en région Bretagne.

## Description
Le manoir actuel date du XIXe siècle. Édifice à un étage carré, étage en surcroît, élévation ordonnancée. Toiture recouverte d'ardoises, pignon couvert. Escalier dans-œuvre.

## Historique
Édifice reconstruit au milieu du XIXe siècle, à l'emplacement d'un édifice plus ancien figurant sur le cadastre de 1813 et mentionné dans les sources à partir de 1444 sous le nom de Rotilleuc, Rotileuc ou Rostileuc. Décor sculpté contemporain de la reconstruction par Resnais, frère du constructeur.
Le manoir est inscrit à l'inventaire général du patrimoine culturel.